# Tuanjie (socken i Kina, Sichuan, lat 30,69, long 106,26)
Tuanjie (kinesiska: 团结乡, 团结) är en socken i Kina. Den ligger i provinsen Sichuan, i den sydvästra delen av landet, omkring 210 kilometer öster om provinshuvudstaden Chengdu.
Genomsnittlig årsnederbörd är 1 393 millimeter. Den regnigaste månaden är juni, med i genomsnitt 264 mm nederbörd, och den torraste är december, med 8 mm nederbörd.